# Москера, Томас Сиприано де
Томас Сиприано Игнасио Мария де Москера-Фигероа-и-Арболеда-Саласар (исп. Tomás Cipriano Ignacio María de Mosquera-Figueroa y Arboleda-Salazar, 26 сентября 1798 — 7 октября 1878) — южноамериканский военный и политический деятель; младший брат президента Великой Колумбии Хоакина де Москеры.
Томас Сиприано де Москера родился в 1798 году в Попаяне, вице-королевство Новая Гранада; его родителями были Хосе Мария де Москера-Фигероа-и-Арболеда и Мария Мануэла де Арболеда-и-Аррахеа. В 1814 году он присоединился к армии Симона Боливара. В 1824 году во время боя с испанцами пуля сломала ему нижнюю челюсть, что отразилось на его речи. В 1829 году был произведён в генералы.
В 1829—1830 годах Томас Сиприано де Москера был послом Великой Колумбии в Перу, в 1830—1833 — послом Великой Колумбии, а затем республики Новая Гранада в США. В 1834—1837 годах был конгрессменом, затем стал министром обороны в правительстве Маркеса и в этом качестве выиграл Войну Высших. В 1842—1845 годах был послом в Перу, Чили и Боливии.
В 1845 году Москера выиграл президентские выборы при поддержке сил, впоследствии сформировавших Консервативную партию, однако политика его администрации по духу оказалась более близкой к либералам, чем к консерваторам. Во время первого президентства Москеры был подписан договор Мальярино-Байдлэка с США, введена в использование международная система единиц, отменены налоги колониальной эпохи, что оживило табачную отрасль, предприняты шаги по отделению церкви от государства, проведена первая в истории Колумбии перепись населения, а принятый в 1849 году закон о том, что экспорт должен осуществляться через порт Барранкилья, стимулировал паровое судоходство по реке Магдалена.
По окончании президентского срока Москера уехал в Нью-Йорк и создал торговый дом, но обанкротился. Когда в 1854 году в Новой Гранаде установилась диктатура генерала Хосе Мария Мело, то Москера вернулся на родину, чтобы бороться с ней. Он прошёл в Конгресс от либеральной партии и участвовал в президентских выборах 1857 года, но проиграл кандидату от консерваторов.
После создания Гранадской конфедерации Москера стал главой штата Каука. В ходе последовавшей гражданской войны Москера объявил себя президентом и перенёс столицу в Боготу, а страну переименовал в Соединённые штаты Новой Гранады. Согласно изданным им указам, была конфискована церковная собственность, а иезуиты изгнаны из страны за поддержку консерваторов в ходе войны.
В 1863 году были образованы Соединённые Штаты Колумбии. Было решено, что первым президентом (до 1864 года) будет Москера, так как он ещё не завершил своего президентского срока. Во время этого президентского срока произошла эквадорско-колумбийская война.
По окончании президентства Москера был отправлен послом в Париж. В 1866 году он вернулся на родину и стал президентом в четвёртый раз. Его направленные против церкви действия привели к вмешательству папы Пия IX. 29 апреля 1867 года Москера разогнал Конгресс, ввёл в стране военное положение и объявил себя высшей властью. Тогда 23 мая 1867 года произошёл военный переворот: полковник Даниэль Дельгадо Парис арестовал его, и Москера был изгнан на три года, которые провёл в Лиме. Вернувшись в Колумбию в 1871 году, он вновь попытался баллотироваться в президенты, но проиграл выборы.